# Läppe
Läppe – miejscowość (tätort) w Szwecji, w regionie administracyjnym (län) Södermanland, w gminie Vingåker.
Według danych Szwedzkiego Urzędu Statystycznego liczba ludności wyniosła: 221 (31 grudnia 2015), 250 (31 grudnia 2018) i 249 (31 grudnia 2019).